# Temistocle Solera
Temistocle Solera (født 25. december 1815, død 21. april 1878) var en operakomponist og librettist.

## Udvalgte værker

### Kompositioner
- Ildegonda (1840)
- Il contadino d'Agleiate (1841) (revision: La fanciulla di Castelguelfo i 1842)
- Genio e sventura (1843)
- La hermana de palayo (1845)

### Libretti
- Oberto, conte di San Bonifacio (Giuseppe Verdi, 1839)
- Galeotto Manfredi (Hermann; 1842)
- Nabucco (Giuseppe Verdi, 1842)
- I Lombardi alla prima crociata (Giuseppe Verdi, 1843)
- Giovanna d'Arco (Giuseppe Verdi, 1845)
- Attila (Giuseppe Verdi, 1846)
- La conquista di Granata (Don Pascual Juan Emilio Arrieta y Corera, 1850)
- La fanciulla delle Asturie (B. Secchi; 1856)
- Sordello (A. Buzzi; 1856)
- Pergolesi (A. Ronchetti-Monteviti; 1857)
- Vasconcello (A. Villanis; 1858)
- Una notte di festa (A. Villanis; 1859)
- L'espiazione (Achille Peri, 1861)
- Zilia (Gaspar Villate, 1877)